# Gösta Runö
Gösta Otto Runö (Estocolmo, 9 de dezembro de 1896 - Linköping, 13 de novembro de 1922) foi um pentatleta sueco.

## Carreira
Gösta Runö representou seu país nos Jogos Olímpicos de 1920, na qual conquistou a medalha de bronze, no individual, em 1920. 
morreu em um acidente aéreo perto de Linköping, com 25 anos de idade.